# 4153 Roburnham
4153 Roburnham (1985 JT1) là một tiểu hành tinh vành đai chính được phát hiện ngày 14 tháng 5 năm 1985 bởi Carolyn S. Shoemaker ở Palomar. Nó được đặt theo tên Robert Burnham, ở that time senior editor ở Astronomy magazine.